# Loca (canción de Shakira)
«Loca» es una canción merengue pop interpretada por la cantante colombiana Shakira, lanzada como el primer sencillo de difusión de su noveno álbum de estudio Sale el sol (2010). Fue lanzada el 1 de septiembre de 2010 por radio. Y el videoclip oficial se lanzó el 29 del mismo mes. La canción fue interpretada en vivo durante los conciertos del Sale el Sol World Tour y en diferentes ocasiones con el propósito de promocionar tanto el tema como el álbum en el que está incluida.

## Acerca de la canción
«Loca» es una adaptación que realizó Shakira de una canción de merengue urbano (Loca Con Su Tíguere) del dominicano Edward Bello conocido como El Cata. Canción producida por "El Cata" en el año 2009 para su disco "El Patrón" (En 2014 se comprobó que el verdadero autor de la canción fue Ramón Arias Vásquez quien la escribió en 1996. Sin embargo, en 2018, un tribunal de Estados Unidos comprobó que Ramón Arias Vásquez presentó pruebas falsas y que la canción fue de la autoría de El Cata y Shakira) La nueva versión se basa fundamentalmente en la antigua letra y ritmo, aunque está ligeramente modificada por Shakira.
Shakira viajó a la República Dominicana para la grabación de “Loca”, y también a Barcelona que trae la fusión de identidades musicales que la caracterizan, mezclando elementos del merengue y techno-percusión, dándole puro ritmo a esta canción. También existe una versión en inglés de la canción que contará la participación del rapero del Reino Unido, Dizzee Rascal. La canción fue compuesta por la misma Shakira, Dizzee Rascal, El Cata, Pitbull, Fernando Mangual Vázquez y Carlos Daniel Crespo Planas.
Pese a que Loca no contaba con vídeo oficial, ya había entrado en listas de iTunes y radios de todo el mundo. También la ha cantado en el show de David Letterman, Dancing With the Stars y The X Factor. Además, la canción llegó hasta la posición n.º 1 del Billboard en las categorías de Dance/Club Play Song, Latin Pop Songs, Hot Latin Songs y Tropical Songs.

## Interpretaciones en vivo
En YouTube se pueden apreciar las interpretaciones de Shakira en vivo en programas de TV, ceremonias de premios y conciertos gratuitos.
- Programas de TV:

Shakira, interpretó "Loca" en el Show de David Letterman días después de lanzar el vídeo oficial por medio de YouTube, el video de la presentación en el programa de "DL" alcanzó las 3 millones de reproducciones en la plataforma de vídeos.
- López Tonight.

La cantante colombiana hizo la interpretación de "Loca" y enseñó a López a danzar la "Lambada".
- EMA 2010.

Shakira inauguró la llamada Noche EMA de lo Premios Mtv European 2010 con la interpretación de "Loca" junto al rapero Dizzee Rascal en vivo. La presentación fue un poco acortada ya que la artista cantó el merengue junto al conocido Waka Waka en 5 Minutos.
- NRJ 2011.

Con un inicio al Público la Estrella de la noche en los NRJ en Francia, abrió los Premios de la Radio Parisina con la interpretación de "Loca".
•Domingão con Huck 
Como parte de la promoción de la gira "Las mujeres ya no lloran world tour” Shakira interpretó "Loca” y "Girl like me” en el programa "Domingão con Huck” en Brasil 

## Parodia

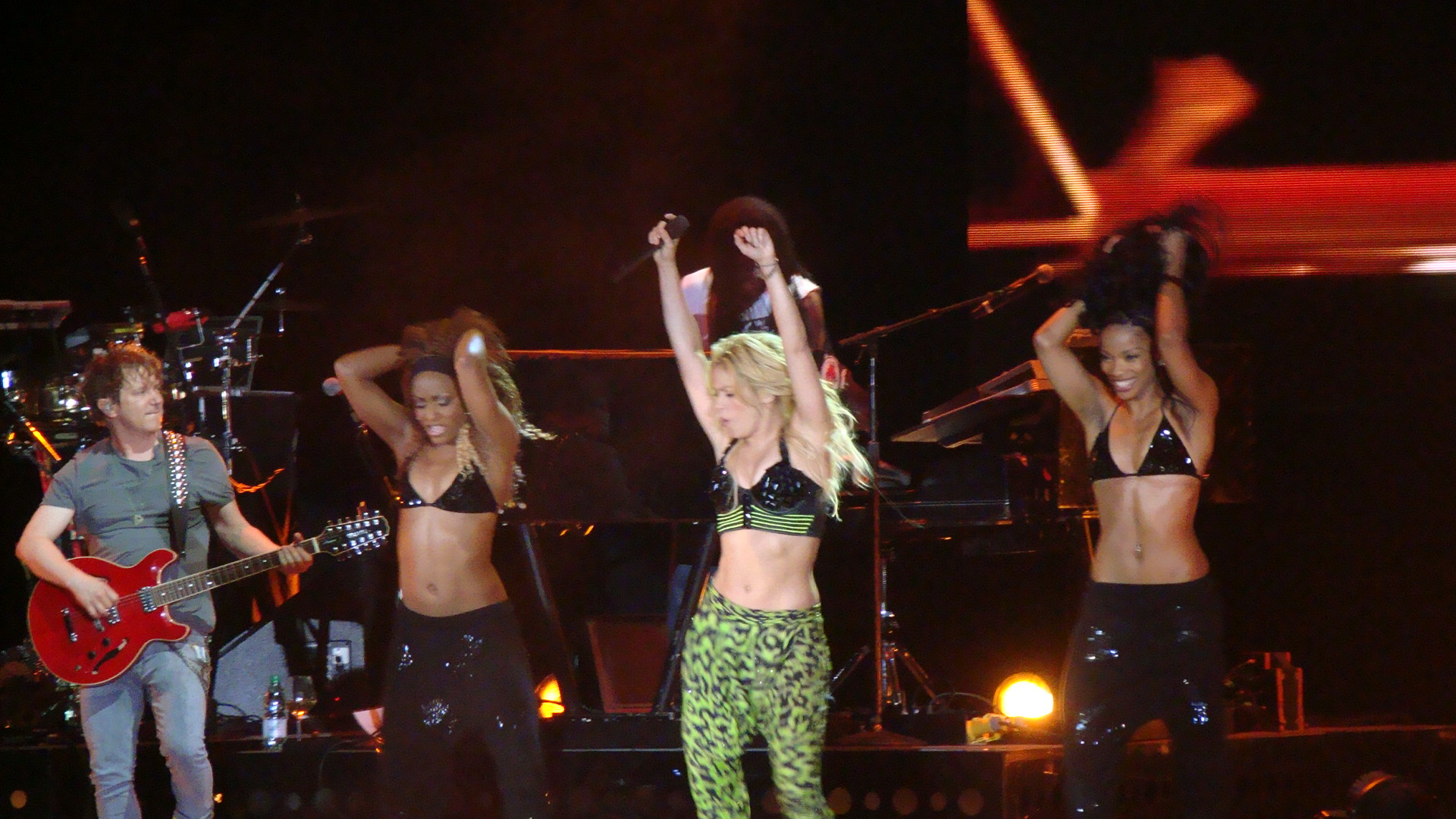
Shakira interpretando la canción durante una fecha del Sale el Sol World Tour.

El vídeo es una locura en Internet titulada " Shakira in a Parkin Lot ". Ha alcanzado el millón y medio de visitas.

## Vídeo musical
Los videos de ambas versiones se grabaron en Barcelona (España) y fueron dirigidos por Jaume De La Iguana.
En el vídeo en la versión española aparece el cantante dominicano "El Cata", y en su versión en inglés aparece el británico Dizzee Rascal.

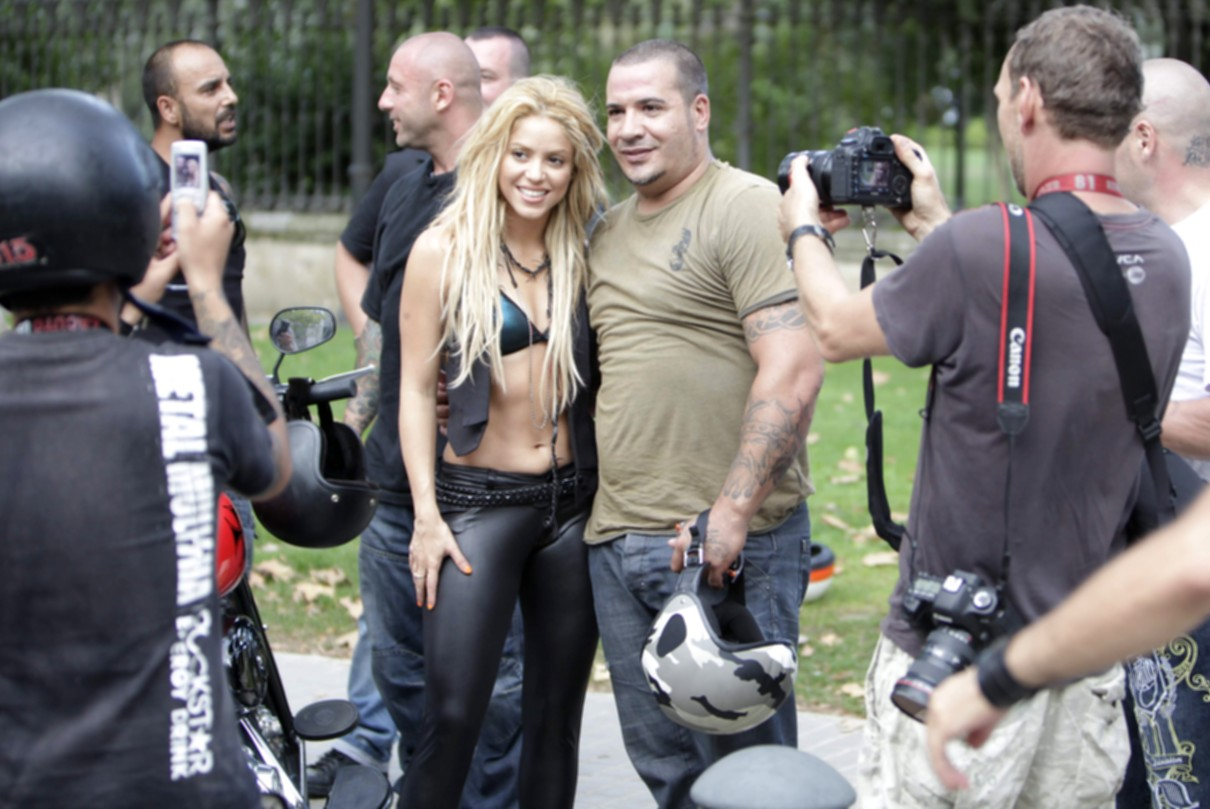
Shakira en la grabación del video en Barcelona.

El video se estrenó el miércoles (aunque solo la versión en inglés) 29 de septiembre en la web oficial de la artista. En el video se puede ver a Shakira en distintos lugares de Barcelona haciendo "locuras" como bailar en una fuente y montar en una moto. Entre escenas, se ve a Shakira con un pantalón y bikini dorado cantando junto a Dizzee Rascal y en la parte final, Shakira se lanza al mar e invita a sus amigos a nadar con ella. Shakira, al bañarse en una fuente pública para su nuevo videoclip, en Barcelona, y darse una vuelta en moto por la ciudad sin casco, le ha costado una multa.
1. 1 MTV EE. UU. y el vídeo más comprado por iTunes en EE. UU. tiene más de 100 millones la versión en inglés y 500 millones en español en Youtube, juntando 614 millones de visitas en total, sin contar los más de 100 millones de reproducciones en canales no oficiales de la artista, esto se debe a que el vídeo estuvo bloqueado en muchos países tales como Australia, parte de Latinoamérica, Brasil, México, India, varios países europeos, Asia y Sudáfrica debido a los derecho de autor por Sony Music y Vevo.

En Argentina consiguió los Premios Q (Quiero Música) Mejor video Femenino Pop del Año y Mejor Canción del Año.

## Acusaciones de plagio
Shakira ha sido acusada de plagio por el dúo de reguetón formado por Ñejo & Dálmata, por usar las voces y las letras que el dúo realizó para una versión anterior del tema "Loca".
Posteriormente, en el año 2008, el Cata realizó una nueva versión de su tema Loca con su tiguere acompañado por el dúo de Puerto Rico Ñejo & Dálmata, junto al rapero Julio Voltio. Según Ñejo, esta nueva versión además de incluir las voces de los tres cantantes, incluía varios versos escritos por él. El problema llegó cuando el cantante Pitbull, representante de El Cata, ofreció el tema a Shakira para que realizara una nueva versión, tema que fue aceptado por Shakira. La polémica surge cuando Ñejo acusa al Cata y Shakira de usar como base para Loca la versión de Loca por su tiguere en la cual él colaboró y modificó la letra. Según palabras de Ñejo, se llegó a un acuerdo inicial con la discográfica para que él y Dálmata cobraran un porcentaje como creadores parciales de la canción, así como que sus nombres salieran en los créditos del tema, pero finalmente parece que Ñejo no recibió ningún pago y que tanto él como Dálmata aparecen en el disco en la sección de agradecimientos, no como autores de Loca.
El 20 de agosto de 2014 el juez neoyorquino Alvin Hellerstein, sentenció que la versión en español de "Loca" es un plagio de la canción "Loca con su Tíguere", escrita por el dominicano Ramón Arias Vásquez quien la compuso entre 1996 y 1998, el juez encontró como responsables a las unidades Sony/ATV Latin y Sony/ATV Discos, así como también al cantante El Cata que había afirmado que la había compuesto él en el año 2007. Hellerstein además dijo que no quedó demostrado que la versión en inglés de "Loca" de Shakira infringe el trabajo de Arias Vásquez por falta de pruebas que lo demuestren.
Los representantes de Shakira afirman que El Cata le presentó la canción. Ella no tenía conocimiento de que hubiera participantes adicionales en la canción y la demanda no fue dirigida hacia ella personalmente. Así como también el demandante Ramón Arias Vásquez afirmó que la demanda que el hizo fue contra Sony y El Cata, y no contra Shakira.

## Listas musicales
| Lista                   | Posición más alta |
| ----------------------- | ----------------- |
| Alemania Airplay Top 30 | 5                 |
| Colombia Top 100        | 1                 |
| Europe Top 200          | 2                 |

## Certificaciones
| País     | Proveedor  | Certificación      | Ventas totales |
| -------- | ---------- | ------------------ | -------------- |
| Alemania | IFPI       | Oro                | 200 000        |
| Bélgica  | IFPI       | Oro                | 15 000         |
| Colombia | ASINCOL    | ♦Diamante          | 200 000        |
| España   | PROMUSICAE | 2× Platino         | 80 000         |
| Francia  | SNEP       | Oro                | 200 000        |
| Italia   | FIMI       | 2× Platino         | 100 000        |
| México   | AMPROFON   | Diamante + platino | 360 000        |
| Suecia   | GLF        | Oro                | 20 000         |
| Suiza    | IFPI       | Platino            | 30 000         |

## Ventas digitales
| País           | Lista musical   | Mejor posición |
| -------------- | --------------- | -------------- |
| México         | (Digital Songs) | 1              |
| España         | (Digital Songs) | 1              |
| Italia         | (Digital Songs) | 1              |
| Grecia         | (Digital Songs) | 1              |
| Suiza          | (Digital Songs) | 1              |
| Francia        | (Digital Songs) | 1              |
| Portugal       | (Digital Songs) | 1              |
| Austria        | (Digital Songs) | 2              |
| Luxemburgo     | (Digital Songs) | 2              |
| Bélgica        | (Digital Songs) | 6              |
| Alemania       | (Digital Songs) | 6              |
| Suecia         | (Digital Songs) | 10             |
| Finlandia      | (Digital Songs) | 10             |
| Estados Unidos | (Digital Songs) | 18             |